# Empis impar
Empis impar är en tvåvingeart som beskrevs av Axel Leonard Melander 1946. Empis impar ingår i släktet Empis och familjen dansflugor. Inga underarter finns listade i Catalogue of Life.